# SN 2011aj
SN 2011aj – supernowa typu Ia odkryta 18 lutego 2011 roku w galaktyce NGC 6246A. W momencie odkrycia miała maksymalną jasność 17,30m.